# Blauwkeelgoean
De blauwkeelgoean (Pipile cumanensis) is een vogel uit de familie sjakohoenders en hokko's (Cracidae). De wetenschappelijke naam van de soort is voor het eerst geldig gepubliceerd in 1784 door Jacquin.

## Voorkomen
De soort komt voor van van oostelijk Colombia tot de Guyana's, westelijk Brazilië en Peru.

## Beschermingsstatus
Op de Rode Lijst van de IUCN heeft de soort de status niet bedreigd.